# F.E.A.R. (album)
F.E.A.R. – ósmy album studyjny amerykańskiego zespołu Papa Roach. Został wydany 27 stycznia 2015 roku. Pierwszy singiel „Warriors” został wydany 21 października 2014 roku. Jednak dopiero do następnego singla powstał teledysk – „Face Everything and Rise”.
W pierwszym tygodniu sprzedaży album sprzedał się w liczbie 24 425 kopii oraz trafił na 15. miejsce The Billboard 200.

## Lista utworów

### Wydanie oryginalne
1. „Face Everything and Rise” – 3:11
2. „Skeletons” – 3:55
3. „Broken as Me” – 3:37
4. „Falling Apart” – 3:08
5. „Love Me Till It Hurts” – 3:43
6. „Never Have to Say Goodbye” – 3:47
7. „Gravity” (feat. Maria Brink z In This Moment) – 4:04
8. „War Over Me” – 3:58
9. „Devil” – 3:27
10. „Warriors” – 2:56

### Wydanie CD
Rozszerzone o następujące utwory:

11. „Hope for the Hopeless” – 2:59

12. „Fear Hate Love” – 3:27

### Wydanie CD Deluxe
Rozszerzone o następujące utwory:

11. „Hope for the Hopeless” – 2:59

12. „Fear Hate Love” – 3:27

13. „Face Everything and Rise (live)” – 3:14

14. „Leader of the Broken Hearts (live)” – 3:52

15. „Scars (live)” – 3:09

## Twórcy
- Jacoby Shaddix – śpiew
- Jerry Horton – gitara
- Tobin Esperance – gitara basowa
- Tony Palermo – perkusja